# Anomala beckeri
Anomala beckeri är en skalbaggsart som beskrevs av Ohaus 1897. Anomala beckeri ingår i släktet Anomala och familjen Rutelidae. Inga underarter finns listade i Catalogue of Life.